# Haliotoidea
Haliotoidea zijn een superfamilie van weekdieren uit de klasse van de Gastropoda (slakken).

## Families
- Haliotidae Rafinesque, 1815
- Temnotropidae Cox, 1960 †